# Somlyócsehi
Somlyócsehi település Romániában, Szilágy megyében.

## Fekvése
Szilágy megyében, Szilágysomlyó északkeleti szomszédjában fekvő település.

## Története
A település nevét az oklevelek 1351-ben említették először Chehy néven, Medgyesi Simon birtokaként. 1435-ben Csehi, Csehy, 1681-ben Somlyó-Csehi, 1795-ben Somlyó-Cheh néven írták és Kraszna vármegyéhez tartozott.
A fennmaradt néphagyomány szerint a tatárjárás előtt a falu nem a mai helyén feküdt, és két részből állt: Gyalakútból (Gyulakút?) és Endrédből. A tatárdúlás után a megmaradt lakosság innen a mai helyére költözött.
A Somlyó várához tartozó falvak egyike volt. 1351-ben a falut Medgyesi Simon adta leánynegyed fejében nővérének Báthori Lászlónénak. 1475-ös adóösszeírás két csehit említett: az egyik a Drágfiak birtoka, Lele és Vöcsök közt, a másik a Báthoriak birtoka volt, mely a mai Somlyócsehinek felel meg, s akkor Győrteleke és Derzsida között feküdt.
1529-ben és 1623-ban is a Báthoriak birtokának írták. 1681-ben Báthory Zsófia fejedelemasszony a Somlyó-Csehi részbirtokot a fennmaradt oklevelek szerint tartozás fejében lefoglalta Véggyantai Boros László számára. 1715-ben Csehi (Somlyó) lakatlan helyként volt számontartva. 1720-ban azonban már 144 lakost számoltak itt össze, melyből 99 magyar és 45 oláh nemzetiségű volt. 1741-ben Somlyó városa önkényesen elvette és birtokolta Csehi helységet is, melyet ekkor a Bánfiak tulajdonának írtak. 1808-ban több tulajdonosa is volt: a báró Bánfi, gróf Bethlen, Horváth, báró Kemény, gróf Bánfi, gróf Korda, Kovács, Ladányi, Szentmarjai, Pap, Varjú, Tarpai és Izsák nemes családoknak volt itt birtokrésze.
1890-ben 783 lakosából 40 volt magyar, 21 német, 6 tót, 708 oláh, 8 egyéb nyelvű, melyből római katolikus 15, görögkatolikus 721, református 26, izraelita 21 fő volt. A település házainak száma ekkor 176 volt.

## Nevezetességek
- Szent Péter és Pál apostolok fatemplom
- Somlyócsehi-láp